# Castrol
Castrol és una marca britànica de lubricants de vehicles i industrials. El Wakefield Oil Company va començar a utilitzar la marca Castrol el 1909, referint-se a l'ús d'oli de ricí. El 1966, Burmah Oil va comprar l'empresa, canviant el seu nom a Burmah-Castrol. El British Petroleum (BP) va comprar aquesta firma l'any 2000, encara que els seus inicis es remunten al 1886.